# Une petite trompe qui fait beaucoup de bruit
 (juillet 2020).
Pour plus de détails, voir Fiche technique et Distribution.
Une petite trompe qui fait beaucoup de bruit (Punch Trunk en anglais) est un cartoon américain Looney Tunes de 1953 réalisé par Chuck Jones. 